# Kabupaten Kepulauan Meranti
Kabupaten Kepulauan Meranti (engelska: Kepulauan Meranti Regency) är ett kabupaten i Indonesien.   Det ligger i provinsen Kepulauan Riau, i den västra delen av landet, 900 km nordväst om huvudstaden Jakarta. Antalet invånare är 176 290. Kabupaten Kepulauan Meranti ligger på ön Pulau Tebingtinggi.